# 因胡莱茨凯
48°27′47″N 33°10′50″E / 48.46306°N 33.18056°E

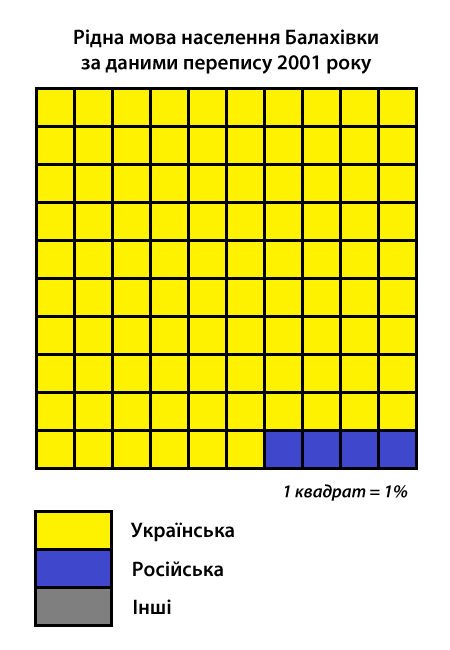

因胡莱茨凯（烏克蘭語：Інгулецьке），2024年9月前称为巴拉希夫卡（烏克蘭語：Балахівка），是烏克蘭中部基洛夫格勒州亞歷山德里亞區彼得罗韦市镇内的鎮。處於因胡莱茨河畔，始建於1955年5月9日，面積0.91平方公里，2013年人口804，人口密度每平方公里888人。
2024年9月19日，乌克兰最高拉达将此镇的名字改为因胡莱茨凯。